# Про любовь, дружбу и судьбу (фильм)
«Про любовь, дружбу и судьбу» — советский художественный фильм 1987 года, снятый режиссёром Рудольфом Фрунтовым на киностудии «Мосфильм».
Премьера фильма состоялась 5 января 1988 года.

## Сюжет
Осень 1941 года. В поезде, везущем эвакуированных москвичей в Алма-Ату, встречаются Маша и капитан Николай Антипов. На полустанке Маша, собиравшаяся постирать пелёнки маленького сына, почти отстаёт от поезда, но ей помогает Антипов, который направляется на работу в милицию в казахский городок. В дальнейшем сын Маши заболевает, и она вынуждена сойти на станции Жангельды, куда также направили Антипова. Он находит врача, помогает с жильём и устраивает её на работу.
Маша и Антипов обостряют свои чувства друг к другу, однако мешает присутствие мужа Маши, который воюет на фронте. Антипов, в свою очередь, ведёт борьбу с бандитами, ворами и спекулянтами. Конфликт усложняет Витька Парадников, 15-летний глава семьи и противник войны, который начинает преследовать Машу и Николая. В результате он стреляет в Антипова, промахивается и ранит Машу. После выздоровления она покидает городок с сыном.

## В ролях
- Маргарита Сергеечева — Маша
- Сергей Никоненко — Антипов
- Антон Андросов — Витька
- Досхан Жолжаксынов — Керим
- Клара Лучко — тётя Даша
- Василий Бочкарёв — Егор
- Анатолий Голик — инженер
- Людмила Карауш — Катя
- Батырбек Абдиков — Садабаев
- Николай Фомин — Невёдов
- В эпизодах:
- Анатолий Ведёнкин
- Софья Горшкова
- Юрий Карпенко
- Светлана Коновалова
- Тамара Косубаева
- Иван Косых
- Макиль Куланбаев
- В. Макаренко
- А. Марковский
- Л. Плохов
- Асылболат Смагулов
- Ирина Юнссон
- Людмила Стоянова
- Виктор Уральский

## Съёмочная группа
- Автор сценария: Эдуард Володарский
- Режиссёр-постановщик: Рудольф Фрунтов
- Операторы-постановщики: Виктор Листопадов, Владимир Папян
- Художники-постановщики: Анатолий Бурдо, Александр Клименко
- Композитор: Владислав Шуть
- Звукооператор: Николай Кропотов
- Режиссёр: О. Макарихин
- Операторы: В. Батузов, Владимир Захарчук
- Художник по костюмам: Т. Прошина
- Художник-гримёр: Ю. Емельянов
- Монтажёр: Роза Рогаткина
- Оператор комбинированных съёмок: Борис Травкин
- Художник комбинированных съёмок: Е. Никифорова
- Музыкальный редактор: Арсений Лаписов
- Редактор: Израиль Цизин
- Директор картины: Галина Соколова
- Государственный симфонический оркестр кинематографии СССР (дирижёр: Сергей Скрипка)

## Критика
Критик Маргарита Рюрикова в газете «Советская культура» отмечала, что персонаж Витька Парадаников в исполнении Антона Андросова «играет насильственность взрослых чувств, навязанных ему создателями фильма». По её мнению «драматургический материал фильма мог бы давать возможность многое рассказать и о дружбе, и о любви», если бы не его «вялость, аморфность, а в некоторых случаях и беспомощность режиссуры». Рюрикова писала: «Картина распадается на отдельные фрагменты, и собрать воедино то, что заявлено в названии картины, не удаётся. А жаль, ведь фильм мог бы стать судьбой».